# Rudoltice
Rudoltice är en ort i Tjeckien.   Den ligger i regionen Pardubice, i den östra delen av landet, 160 km öster om huvudstaden Prag. Rudoltice ligger 368 meter över havet och antalet invånare är 993.
Terrängen runt Rudoltice är varierad. Rudoltice ligger nere i en dal. Runt Rudoltice är det ganska glesbefolkat, med 43 invånare per kvadratkilometer. Närmaste större samhälle är Lanškroun, 3,4 km nordost om Rudoltice. Trakten runt Rudoltice består till största delen av jordbruksmark.